# Bundesprogramm Ökologischer Landbau
Das Bundesprogramm Ökologischer Landbau, kurz BÖL, ist ein staatliches Förderprogramm zur Stärkung und Ausdehnung der ökologischen Land- und Lebensmittelwirtschaft in Deutschland. Von 2010 bis 2022 lautete der Name „Bundesprogramm ökologischer Landbau und andere Formen nachhaltiger Landwirtschaft“ (BÖLN).
Das Bundesprogramm hat das Ziel, die ökologische Landwirtschaft zu stärken. Dabei werden die Rahmenbedingungen und die Voraussetzungen für ein gleichgewichtiges Wachstum von Angebot und Nachfrage verbessert. Alle Teile der Produktionskette werden berücksichtigt: von der landwirtschaftlichen Erzeugung über die Erfassung, die Verarbeitung, die Vermarktung bis hin zum Außerhausverzehr und die Verbraucher. Eine Besonderheit des BÖL ist, dass die einzelnen Maßnahmen und über Förderrichtlinien geförderten Projekte eng miteinander verzahnt sind, um positive Synergieeffekte nutzen zu können.
Das BÖL ist Teil der Nachhaltigkeitsstrategie der Bundesregierung und wird vom Bundesministerium für Ernährung und Landwirtschaft (BMEL) finanziert. Das Nachhaltigkeitsziel der Bundesregierung sieht vor, den Ökoflächenanteil in Deutschland bis 2030 auf 30 Prozent auszubauen. Dieses Ziel setzt die Bundesregierung unter anderem mit der „Zukunftsstrategie ökologischer Landbau“ (ZöL) um, bei dessen Umsetzung das BÖL eine zentrale Rolle spielt.

## Beschreibung
Für die Umsetzung des Bundesprogramms ist eine in der Bundesanstalt für Landwirtschaft und Ernährung (BLE) ansässige Geschäftsstelle zuständig.
Das breite Förderangebot des BÖL ist auf verschiedene Zielgruppen zugeschnitten und umfasst unterschiedliche Handlungsfelder und Aktivitäten.
Die wichtigsten Aktivitäten im Überblick:
- Forschungsbedarf identifizieren, Forschungsprojekte zu den Themen Erzeugung, Verarbeitung und Vermarktung initiieren und betreuen;
- erarbeitetes Wissen zielgruppengerecht aufbereiten und weitergeben;
- Angebot und Nachfrage von ökologisch und nachhaltig erzeugten Produkten mit vielfältigen Wettbewerben, Weiterbildungs- und Informationsangeboten unterstützen und stärken;
- Informationsangebote und Messeauftritte der Branche zum Ökolandbau und zu anderen Formen nachhaltiger Landwirtschaft unterstützen.

## Forschungsmanagement im BÖL
Das BÖL fördert aktiv seit über 15 Jahren eine Agrarforschung für den Ökolandbau in Deutschland und gestaltet diese intensiv mit. Die Forschungsschwerpunkte decken ein breites Themenspektrum ab – sie reichen von der Erzeugung bis hin zur Verarbeitung und Vermarktung der Produkte und umfassen alle landwirtschaftlichen Betriebszweige einschließlich Aquakultur, Obst-, Gemüse- und Weinbau und Bienenhaltung.
Zum Anspruch und Selbstverständnis des BÖL gehört es, sein Forschungsengagement konsequent am Bedarf der Landwirte und der Lebensmittelhersteller auszurichten. In den geförderten Forschungsvorhaben geht es primär darum, Lösungsansätze für die Praxis zu entwickeln. Um dies zu erreichen, können sich Landwirte und Lebensmittelhersteller bei der Identifizierung des Forschungsbedarfs einbringen.
Besonderer Wert wird auf den intensiven Austausch zwischen Forschern, Beratern und Praktikern gelegt. Damit will das BÖL erreichen, dass das neu gewonnene Wissen und die daraus resultierenden Handlungsempfehlungen tatsächlich bei Landwirten und Lebensmittelherstellern ankommen und in der Praxis umgesetzt werden.

## Informieren und Weiterbilden
Das BÖL bietet ein vielfältiges Informations- und Weiterbildungsangebot rund um den ökologischen Landbau, die Logistik, die Verarbeitung und den Handel von Bioprodukten an. Im Rahmen der ZöL werden weitere thematische Schwerpunkte gesetzt: tragfähige Wertschöpfungsketten, eine ausgewogene Ernährung und die Außer-Haus-Verpflegung. Mit einem vielfältigen Weiterbildungsangebot, Wettbewerben (unter anderem Bundeswettbewerb Ökologischer Landbau, Schülerwettbewerb ECHT KUH-L!), dem Traineeprogramm Ökolandbau, dem Netzwerk der Demonstrationsbetriebe Ökologischer Landbau sowie der Informationsmaßnahme „Bio kann jeder – nachhaltig essen in Kita und Schule“ spricht das BÖL unterschiedliche Zielgruppen an. Diese sind: Landwirte, Lebensmittelhersteller, Großverbraucher, Verbraucher und Multiplikatoren.
Mit Mitteln des BÖL werden darüber hinaus Messeauftritte, Projekte zur Informations- und Absatzförderung sowie landwirtschaftliche Betriebe vor oder während der Umstellung auf den ökologischen Landbau gefördert. Hinzu kommt ein breites Informationsangebot – angefangen von Broschüren bis hin zum Informationsportal Ökolandbau. Zugeschnitten auf die jeweilige Zielgruppe, bietet das Internetportal umfangreiche Informationen in Form von Fachinformationen, Unterrichtsmaterialien (auch für Berufsschulen) und Rezeptideen bis hin zu Aktionsideen für Kinder und Jugendliche.
Um dem wachsenden Medieninteresse an allen Fragen der Lebensmittelerzeugung gerecht zu werden, leistet das BÖL eine intensive Pressearbeit und sorgt so für einen transparenten Informationsfluss zu allen Medien. Auf diese Art und Weise gelingt es, einen wachsenden Interessentenkreis zu erreichen und mehr und mehr Menschen über den besonderen Wert ökologisch erzeugter Lebensmittel zu informieren.